# Processó de la Rodella
La Rodella de Montboló és una processó religiosa que es fa cada 30 de juny. Surt del municipi vallespirenc de Montboló, baixa fins a Arles i acaba a l'església de Santa Maria, que serva les relíquies dels sants Abdó i Senén. Aquestes, i la rodella, presideixen la Missa de la festa.

## La llegenda
S'explica que el 1465, el pagès de Montboló Noguer de Gasnac, quan era al Coll de la Porta o de Formentera, va tenir una visió: dues bruixes emmenaven el mal temps cap al poble quan, en arribar al coll, s'aturaren. L'una digué a l'altra "- Passa!". L'altra feu "- No puc. - Però passa d'una vegada. Què te'n reté? - Són els sants Abdó i Senén, que són davant meu". I les dues bruixes s'emportaren el mal temps a malmetre les collites d'altres llocs. En agraïment, els habitants de Montboló decidiren de mostrar anualment el seu reconeixement als dos Sants per haver-los protegit de la maltempsada.

## Els actes
A partir de dos quarts de set del matí, la Rodella és exposada a l'altar de l'església de Sant Andreu. Es tracta d'una gran candela de cera verge d'abella, d'uns vint metres de llarg, enrotllada, decorada i afixada al voltant de les aspes d'una creu de vuit braços. Després de ser beneïda, els pelegrins la prenen, i la processó surt de Montboló a les 7 del matí. El dur trajecte, que passa per un camí de ferradura amb força vegetació, demana que els portants de la creu es rellevin sovint. Es fa una pausa per esmorzar a dos quarts de 9 al pla del Bernadó. Seguint la carretera nacional, la processó arriba a la casa Rouet, originalment a les portes d'Arles, on es fa una parada. Allà s'hi venen espirals en miniatura fetes de la cera de la Rodella de l'any anterior; és costum tradicional de muntar-les al voltant d'un piu o d'un vidre i encendre-les els dies de mal temps.
Cap allà les 10, els romeus entren a Arles, on els reben les relíquies de sant Abdó i sant Sénen portades per quatre vilatans amb vestit típic català. Aquests passen a encapçalar la comitiva, que porta la Rodella a l'església de Santa Maria. La Rodella es penja al costat de l'altar, amb els busts-reliquiaris dels sants a banda i banda; després de venerar les relíquies, se celebra la Missa solemne. Un cop acabada la celebració religiosa, cap a dos quarts de dotze es ballen sardanes a la plaça mentre es comença a distribuir l'aigua beneïda que brolla de la Santa Tomba, amb fama de molt remeiera. A migdia comença el retorn dels pelegrins a Montboló, mentre la rodella resta a l'església de Santa Maria fins al juny següent.

## Interpretació antropològica
Gilles Borrat  Arxivat 2017-04-28 a Wayback Machine. veu en aquesta tradició un fenomen de substitució d'un costum d'origen druídic, per un acte promogut per l'església catòlica com a forma d'afirmació. Conta que la tradició celta se servia d'una roda paral·lela a terra on s'estava una parella de nuvis, i que es feia girar enmig d'una cerimònia presidida per un druida. L'església catòlica, en un moment determinat, hauria pres la simbologia de la roda, l'hauria unida a la de la creu i hauria pres aquests elements per vincular-los a una processó cristiana, que anava d'una església parroquial a la gran abadia comarcal. Quan la processó entra a Arles, el seu itinerari descriu un gran cercle al voltant de l'abadia de Santa Maria, implorant la protecció divina -diu Borrat- de l'espai que envolta l'abadia.
Cal recordar també que aquest és l'espai sagrat de la sagrera o cellera, descrit a Toluges a la primera assemblea de Pau i Treva de Déu dels comtats catalans, l'any 1027, sota la presidència de l'abat Oliba.